# Eendenmuseum
Het Eendenmuseum is een museum in het Noord-Hollandse dorp Andijk dat zich richt op de Citroën 2CV, in de volksmond Lelijke Eend genoemd.
2CV staat voor Deux Chevaux (Twee Paarden), verwijzend naar de twee Paardenkrachten (pk), het in Frankrijk geldende fiscale vermogen van de auto. Van dit type werden tussen 1949 en 1990 vijf miljoen exemplaren geproduceerd, waarvan anderhalf miljoen besteleenden. De verzameling van het museum is sinds 1995 bijeengebracht door Edwin Groen, die in dat jaar een eend voor zijn dochter kocht. Beroepsmatig handelt hij in fietsen.
Aanvankelijk verhuisden de eenden van hal tot hal, totdat de showroom vrijkwam van de oudste Citroëndealer van Nederland in Winkel. De verzameling telde op dat moment dertig exemplaren. Vijf jaar later werden de auto's verhuisd naar een ruimte in Waarland met een oppervlakte van 1.600 m². Nadat ook deze te klein werd, werden de auto's verhuisd naar een voormalige meubelzaak in Andijk met een oppervlakte van 5.000 m². Het museum werd hier in 2017 geopend.
De collectie bestaat in 2019 uit 308 auto's die allemaal van elkaar verschillen. Een van de stukken is een eend uit 1949 die als nummer 458 van de band kwam. Volgens Groen is dit het oudste exemplaar in de wereld dat behouden bleef. Hij kocht de auto tijdens een veiling in Frankrijk. Groen zoekt in 2019 nog naar vijf à zes exemplaren om zijn collectie compleet te krijgen. In het museum staan ook auto's die van de eend zijn afgeleid, zoals de Citroën Ami, Dyane en Méhari. Ook zijn er andere Citroëns te zien, zoals de Snoek (ID/DS) en allerlei varianten van de bestelauto HY.

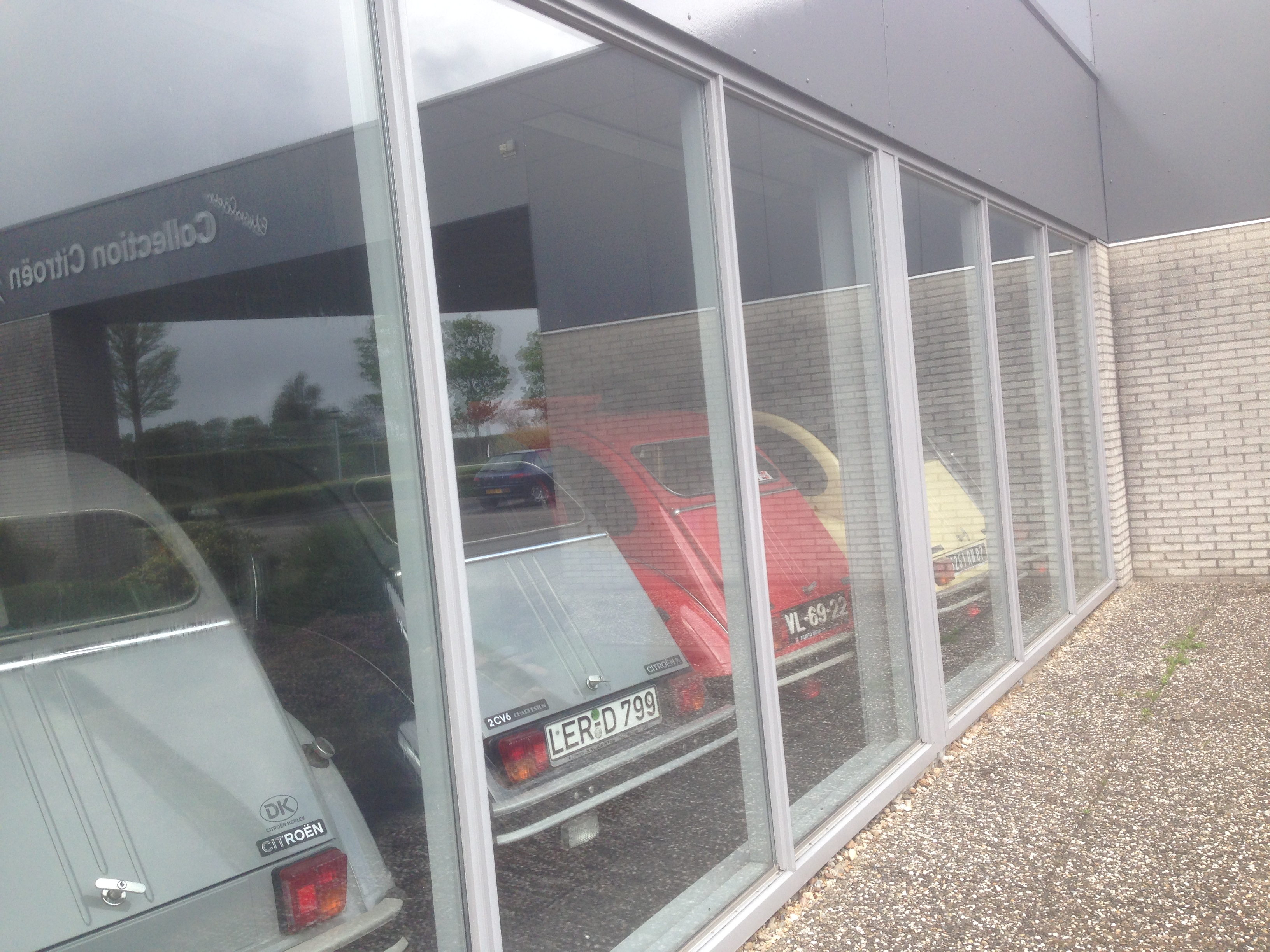
Eenden in de etalage